# ソユーズTM-7
ソユーズTM-7は、ロシアの宇宙ステーションミールへの7度目の往来である。

## 乗組員
打ち上げ時
- アレクサンドル・ヴォルコフ(2)
- セルゲイ・クリカレフ(1)
- ジャン＝ルー＝クレティエン(2)

帰還時
- アレクサンドル・ヴォルコフ(2)
- セルゲイ・クリカレフ(1)
- ヴァレリ・ポリヤコフ(1)

### 交代要員
- アレクサンドル・ビクトレンコ
- アレクサンドル・セレブロフ
- ミシェル・トニーニ

## ミッションハイライト
当初の打ち上げ予定日は11月21日であったが、フランソワ・ミッテランが打ち上げに立ち会うために延期された。ミールを訪れた3人の宇宙飛行士の中には、2回目のフランス人のクレティエンが含まれていた。チトフ、マナロフ、クレティエンの3人がソユーズTM-6で地球に帰還し、ヴォルコフ、クリカレフ、ポリアコフの3人がミールに留まった。1989年4月28日に、彼らはミールを離れ、ソユーズ7号で地球に帰還した。ソユーズTMの着陸システムは有効に作動し、垂直方向の速度は落ちたが、クリカレフによると着陸地点に強い風が吹いていて、水平方向の速度が十分落ちなかった。結果として、再突入カプセルは側面を擦りつけて止まった。激しい着陸により、クリカレフは膝に軽傷を負った。
ソビエト連邦とアメリカ合衆国以外の人間が初めて宇宙遊泳を行なう準備のため、12月8日に行なわれた47カ国の外交官とのテレビ会談は途中で切り上げられた。12月9日にクレティエンとヴォルコフは、マルチポートドッキングアダプタを減圧し、宇宙船の外に出た。クレティエンが先に出て手すりを取り付け、続いて15.5 kgの実験用ラックEchantillons装置をばねとフックを用いて手すりに取り付けた。また、ラックからミールへの電源供給のための電線を取り付けた。Echantillonsはフランス国立宇宙研究センターが開発した宇宙船エルメス用の5つの実験装置を運んだ。ヴォルコフとクレティエンはその後、240kgの欧州ロボットアーム（ERA）の装置を取り付けた。彼らはまず架台を手すりに取りつけ、ERAとミールのコントロールパネルを接続した後、折り畳まれたERAを機体のサポートアームに取り付けた。ERAは伸びると直径3.8m、深さ1mの平たい六角柱の構造になるようにデザインされていた。ミールの中では、クリカレフが構造を展開する指令を出したが、何も起こらなかったが、ヴォルコフがERAをキックすると正常に開いた。クリカレフによると、ERAを外に出したことで、宇宙船内の混雑の問題が解消したという。宇宙遊泳は5時間57分間続いた。
乗組員は、ピンク・フロイドのアルバム『光〜PERFECT LIVE!』のカセットを、重量の関係でカセットボックスから抜き出して、機内に持ち込み、軌道上で楽しんだ。これは、宇宙空間で最初に聞かれた音楽作品だと考えられている。ピンク・フロイドも打ち上げに立ち会っている。